# 香粉乡
香粉乡，是中华人民共和国广西壮族自治区柳州市融水苗族自治县下辖的一个乡镇级行政单位。

## 行政区划
香粉乡下辖以下地区：
金兰村、雨卜村、中坪村、古都村、香粉村、新平村、大方村和九都村。